# Josef Povondra
Josef Povondra (14. března 1871 Malesice, Rakousko-Uhersko – 8. července 1940 Poděbrady, Protektorát Čechy a Morava) byl český major četnictva a zakladatel první daktyloskopické sbírky u četnictva v českých zemích.

## Život
Vystudoval nižší reálku v Plzni a stal se hospodářským úředníkem. V osmnácti letech odešel do armády a po základním výcviku (1. dubna 1893) vstoupil do řad četnictva. Jeho prvním působištěm byla četnická stanice v Kuklenách u Hradce Králové. Od roku 1898 vykonával službu jako závodčí u četnické stanice v Dobrušce, kde zůstal do roku 1905. Za tu dobu se mu v okolí Dobrušky povedlo potlačit pytláctví.
Následně byl převelen na Královské Vinohrady a brzy se stal okresním četnickým velitelem v hodnosti rytmistra. Tady také v roce 1907 založil první četnickou daktyloskopickou sbírku v českých zemích, která zahrnovala údaje z okresů Žižkov, Smíchov a Brandýs. Od roku 1911 do ní začaly daktyloskopické karty osob zasílat i další četnické stanice.
Během 1. světové války sloužil u poznávacího oddělení generálního gouvernmentu v Lublani. Za první republiky znovu působil na četnické stanici v Královských Vinohradech. V roce 1922 se stal, v hodnosti výkonného kapitána, velitelem nově zřízeného zvláštního četnického oddělení při poznávacím úřadě pražského policejního ředitelství. V roce 1931 byl povýšen do hodnosti majora a od dva roky později odešel na vlastní žádost do výslužby. Následně žil ve svém domku v Choceradech, kde se věnoval zahradničení.

## Dílo
Spolu s Oldřichem Pinkasem sestavil v roce 1922 Pokyny pro službu pátrací a daktyloskopickou bezpečnostních orgánů. Mimo to, byl autorem řady pojednání z oblasti pátrací četnické služby a daktyloskopie.